# EVER 스타리그 2009
EVER 스타리그 2009 (EVER Starleague 2009)는 온게임넷과 스포츠조선의 공동 주최로 이루어지는 이스포츠에서 가장 권위있는 스타크래프트 개인전인 스타리그의 28번째 대회이며 2009년에 열린 두 번째 스타리그이다. EVER의 프로리그 포함 통산 6번째 스타크래프트 리그 후원이자, 16강 조지명 방식을 개편한 첫 시즌이다.

## 대회 개요
- 스폰서 캐치프레이즈:유쾌한 상상, 넘치는 즐거움 EVER!
- 리그컨셉:[36강] EVER 스타리그 2007에 맞춰 카툰컨셉, [16강] 일러스트 컨셉

### 후원
이번 스타리그 후원은 KT의 EVER가 2004, 2005, 2007, 2008 시즌에 이어 다섯번째 후원이다. KT테크 마케팅팀 최재성 과장은 “젊은이들의 대표적인 문화 콘텐츠로 확고히 자리 잡은 스타리그를 다섯 번째로 후원하게 돼 매우 기쁘다. EVER가 스타리그와 함께 성장해 온 만큼 스타리그에 남다른 애정을 갖고 있다”며 “특히, 이번 리그에는 지난 EVER 스타리그에서 좋은 경기를 펼쳤던 임요환, 박성준 등 노장 게이머들의 활약을 기대해본다. E스포츠 팬들의 많은 관심 부탁 드린다”고 전했다.

### 대회 방식
각 조에 PC방 예선을 통과한 두 명의 선수가 먼저 3전 2선승제로 대결을 펼치고 이에 승리한 선수가 지난 대회 16강 스타리거와 3전 2선승제 대결을 펼쳐 최종 승리한 선수가 스타리그 16강에 진출한다. 16강 또한 4명 4개조 풀리그, 8강은 3전 2선승제, 준결승과 결승은 5전 3선승제 등 16강 이후의 방식은 전통적인 스타리그 방식과 동일하다. 이번 시즌 36강은 수요일에 두 개 조의 경기가 편성되므로 4주에 걸쳐 진행할 예정이다.

### 출전 선수
| 구분 | 종족     | 명 | 이름 |
| 36강 | 테란     | 15 | 고인규 김기현 김동건 김창희 민찬기 박상우 박성균 박지수 신상문 이성은 이영호 이재호 조병세 진영수 황병영 |
| 36강 | 저그     | 11 | 김경모 김명운 김상욱 김윤환 김정우 박재혁 박명수 신노열 이영한 조일장 한상봉                             |
| 36강 | 프로토스 | 10 | 김승현 김재훈 김택용 박세정 박지호 손찬웅 송병구 이경민 진영화 허영무                                    |
| 16강 | 테란     | 4  | 김창희 이영호 정명훈 진영수                                                                              |
| 16강 | 저그     | 8  | 김명운 김윤환 김정우 문성진 박명수 이제동 한상봉 이영한                                                  |
| 16강 | 프로토스 | 4  | 박세정 박지호 송병구 진영화                                                                              |

### 대회 일정
- 오프라인 예선: 2009년 9월 30일
- 36강: 10월 14일 ~ 11월 6일 수요일 오후 5시(2개조 경기), 금요일 오후 6시 30분(1개조 경기)
- 16강 조지명식: 11월 20일
- 16강: 11월 25일 ~ 12월 11일
- 8강: 12월 18일 ~ 25일
- 준결승: 2010년 1월 1일 & 8일
- 결승: 1월 17일

### 상금
- 상금규모 - 총 1억 800만원
- 우승 - 4000만원
- 준우승 - 2000만원
- 우승자, 준우승자를 제외한 시드자 2명부터 36강 진출자까지 차등 지급
  - 36강 1위 : 25만원 / 2위 : 15만원 / 3위 : 10만원
  - 16강 진출자 8명 : 1인당 200만원
  - 8강 진출자 4명 : 1인당 300만원
  - 시드자 2명 : 1인당 700만원

### 경기장
- 예선 - 용산 이스포츠 보조 경기장
- 본선 - 용산 이스포츠 상설 경기장[2]
- 결승전 - 서울특별시 올림픽공원 올림픽홀

## 맵
오프라인 예선
- 지난 시즌에 사용되었던 스타리그 공식맵인 ‘왕의귀환’과 프로리그 맵인 ‘데스티네이션’과 ‘단장의능선’를 사용한다.

36강
- '왕의 귀환'과 '홀리월드'대신 'El_Nino'[3]와 '태풍의 눈'[4] 이 새롭게 사용되며 지난시즌 스타리그에 사용된 '단장의 능선'이 이번 시즌에서도 사용된다.

36강 맵순서
- - 1경기 : 태풍의 눈
  - 2경기 : 엘니뇨
  - 3경기 : 단장의 능선

16강 맵순서
투혼, 엘니뇨, 단장의 능선, 태풍의 눈
8강
'단장의 능선'이 '신 단장의 능선'으로 교체되었다.
준결승 맵순서
- 이영호 vs 김윤환
  - 1경기 : 엘니뇨
  - 2경기 : 신 단장의 능선
  - 3경기 : 투혼
  - 4경기 : 태풍의 눈
  - 5경기 : 엘니뇨

- 진영화 vs 이영한
  - 1경기 : 엘니뇨
  - 2경기 : 신 단장의 능선
  - 3경기 : 태풍의 눈
  - 4경기 : 투혼
  - 5경기 : 엘니뇨

결승 맵순서
- 이영호 vs 진영화
  - 1경기 : 신 단장의 능선
  - 2경기 : 엘니뇨
  - 3경기 : 태풍의 눈
  - 4경기 : 투혼
  - 5경기 : 신 단장의 능선

## 리그 BGM
- 오프닝 멘트 - Thousand Foot Krutch- Welcome To The Masquerad
- 예선전 조별 경기 현황 - Thousand Foot Krutch- Scream, (후반)엘리엇 마이너- Jessica
- 경기 전후 - Thousand Foot Krutch - E For Extinction
- 36강 타이틀곡 - Thousand Foot Krutch- Scream
- 16강 조지명식&16강 티저&16강 타이틀곡 - Sick Puppies - Cancer
- 36강,16강 선수소개곡 - The Used (더 유즈드)- Blood On My Hands
- 선수 세팅 - Thousand Foot Krutch- Scream
- 최근 10경기- Hardcore Superstar- Illegal Fun
- 엔딩 멘트 - Thousand Foot Krutch- Bring me to life
- 우승자 트로피 키스 - Default - Little Too Late
- 결승 엔딩 - Default - Show Me

## 스타리그 예선
24개조 8명 (Q,R,U조는 7명)으로 구성. 3전 2선승 토너먼트를 펼쳐 각조 1인이 진출한다.

### 조별 본선 진출자
| A조    | B조    | C조    | D조    | E조    | F조    | G조    | H조    | I조    | J조    | K조    | L조    |
| ------ | ------ | ------ | ------ | ------ | ------ | ------ | ------ | ------ | ------ | ------ | ------ |
| 진영화 | 김승현 | 김상욱 | 박지호 | 김재훈 | 김동건 | 신노열 | 조병세 | 박세정 | 민찬기 | 김기현 | 김경모 |
| M조    | N조    | O조    | P조    | Q조    | R조    | S조    | T조    | U조    | V조    | W조    | X조    |
| 이경민 | 이재호 | 박지수 | 박상우 | 박찬수 | 김윤환 | 황병영 | 박재혁 | 허영무 | 이성은 | 박성균 | 이영한 |

### 36강 시드자
지난 시즌 16강 진출에 성공했지만, 준결승 진출에 실패한 12명의 선수들은 36강 시드를 받게 된다.
- 김정우, 이영호, 손찬웅, 송병구, 김택용, 김창희, 진영수, 김명운, 조일장, 신상문, 한상봉, 고인규

### 본선 진출자 분포
‘**’은 16강 시드 진출자이며, ‘*’은 36강 시드 진출자이다. 괄호는 (시드진출자/예선진출자)이다.
종족별 분포
- 테란(6/10):** 정명훈, *고인규, *김창희, *신상문, *이영호, *진영수, 김동건, 김기현, 민찬기, 조병세, 이재호, 박지수, 박상우, 황병영, 이성은, 박성균
- 토스(3/7):*김택용, *손찬웅, *송병구, 김재훈, 진영화, 박지호, 김승현, 이경민, 박세정, 허영무
- 저그(7/7):**이제동, **박명수, **문성진, *김명운, *김정우, *조일장, *한상봉, 김상욱, 신노열, 김경모, 김윤환, 박찬수, 박재혁, 이영한

팀별 분포
- SK텔레콤 (3/1) - **정명훈, *김택용, *고인규, 박재혁
- 하이트 (4/2) - **박명수, **문성진, *김창희, *신상문, 김상욱, 이경민
- STX (2/2) - *진영수, *조일장, 김동건, 김윤환
- 삼성전자 (1/3) - *송병구, 김기현, 허영무, 이성은
- 이스트로 (0/1) - 박상우
- 화승 (2/1) - **이제동, *손찬웅, 김경모
- 웅진 (2/1) - *김명운, *한상봉, 김승현
- KT (1/3) - *이영호, 박지수, 황병영, 박찬수
- 위메이드 (0/4) - 신노열, 박세정, 이영한, 박성균
- CJ (1/2) - *김정우, 진영화, 조병세
- 공군 (0/1) - 민찬기
- MBC게임 (0/3) - 박지호, 김재훈, 이재호

## 36강
36강의 조 편성은 팀 배분을 우선하여 종족별 배분 등 여러 사항을 고려하여 추첨이 되었다. 예선을 진출한 선수들 두 선수끼리 매치 1에서 3전 2선승제로 대결한 후 승리한 선수가 지난 시즌 16강 리거와 매치 2의 경기를 붙어 이기는 선수가 16강에 진출한다.
| 조  | 매치 1 | 매치 1 | 매치 1 | 매치 1 | 매치 2 | 매치 2 | 매치 2 | 매치 2 |
| A조 | 박지수 | 0      | 박지호 | 2      | 고인규 | 1      | 박지호 | 2      |
| B조 | 박상우 | 1      | 이영한 | 2      | 김택용 | 1      | 이영한 | 2      |
| C조 | 김윤환 | 2      | 김기현 | 0      | 손찬웅 | 1      | 김윤환 | 2      |
| D조 | 허영무 | 2      | 황병영 | 1      | 한상봉 | 2      | 허영무 | 0      |
| E조 | 조병세 | 0      | 김경모 | 2      | 송병구 | 2      | 김경모 | 0      |
| F조 | 이재호 | 0      | 진영화 | 2      | 조일장 | 1      | 진영화 | 2      |
| G조 | 박성균 | 1      | 김상욱 | 2      | 이영호 | 2      | 김상욱 | 0      |
| H조 | 이성은 | 2      | 김재훈 | 0      | 김명운 | 2      | 이성은 | 0      |
| I조 | 박찬수 | 1      | 김승현 | 2      | 진영수 | 2      | 김승현 | 0      |
| J조 | 이경민 | 1      | 김동건 | 2      | 김정우 | 2      | 김동건 | 0      |
| K조 | 박세정 | 2      | 박재혁 | 1      | 신상문 | 1      | 박세정 | 2      |
| L조 | 신노열 | 0      | 민찬기 | 2      | 김창희 | 2      | 민찬기 | 1      |

## 16강

### 본경기
16강 조지명식에 따라 결정된 조에 따라서 한 선수가 한 경기씩 총 세 경기를 펼치게 되며, 한 조로 볼 때 총 여섯 경기를 치르게 된다.
| A조    | A조     | B조    | B조     | C조    | C조     | D조    | D조     |
| ------ | ------- | ------ | ------- | ------ | ------- | ------ | ------- |
| 이제동 | 3승 0패 | 박명수 | 2승 1패 | 정명훈 | 1승 2패 | 문성진 | 0승 3패 |
| 박지호 | 0승 3패 | 박세정 | 2승 1패 | 김윤환 | 2승 1패 | 송병구 | 3승 0패 |
| 김창희 | 1승 2패 | 김명운 | 2승 1패 | 이영한 | 2승 1패 | 한상봉 | 1승 2패 |
| 진영화 | 2승 1패 | 진영수 | 0승 3패 | 김정우 | 1승 2패 | 이영호 | 2승 1패 |

### 재경기
상위/하위 3인의 승패가 동률인 경우에는 삼자재경기를 통해 올라갈 선수를 가리게 된다.
| B조    | B조     |
| ------ | ------- |
| 박명수 | 0승 2패 |
| 박세정 | 1승 1패 |
| 김명운 | 2승 0패 |

## 8강~
|  | 8강전  | 8강전  |        |   | 준결승전 | 준결승전 |  |  | 결승전 | 결승전 |
|  |        |        |        |   |          |          |  |  |        |        |
|  |        |        |        |   |          |          |  |  |        |        |
|  |        |        |        |   |          |          |  |  |        |        |
|  | 이제동 | 0      |        |   |          |          |  |  |        |        |
|  | 이제동 | 0      |        |   |          |          |  |  |        |        |
|  | 이영호 | 2      |        |   |          |          |  |  |        |        |
|  | 이영호 | 2      | 이영호 | 3 |          |          |  |  |        |        |
|  |        |        | 이영호 | 3 |          |          |  |  |        |        |
|  |        | 김윤환 | 1      |   |          |          |  |  |        |        |
|  | 김윤환 | 김윤환 | 1      | 2 |          |          |  |  |        |        |
|  | 김윤환 |        |        | 2 |          |          |  |  |        |        |
|  | 박세정 | 0      |        |   |          |          |  |  |        |        |
|  | 박세정 | 0      | 이영호 | 3 |          |          |  |  |        |        |
|  |        |        | 이영호 | 3 |          |          |  |  |        |        |
|  |        | 진영화 | 1      |   |          |          |  |  |        |        |
|  | 진영화 | 진영화 | 1      | 2 |          |          |  |  |        |        |
|  | 진영화 |        |        | 2 |          |          |  |  |        |        |
|  | 김명운 | 0      |        |   |          |          |  |  |        |        |
|  | 김명운 | 0      | 진영화 | 3 |          |          |  |  |        |        |
|  |        |        | 진영화 | 3 |          |          |  |  |        |        |
|  |        | 이영한 | 1      |   |          |          |  |  |        |        |
|  | 이영한 | 이영한 | 1      | 2 |          |          |  |  |        |        |
|  | 이영한 |        |        | 2 |          |          |  |  |        |        |
|  | 송병구 | 1      |        |   |          |          |  |  |        |        |
|  | 송병구 | 1      |        |   |          |          |  |  |        |        |

## 우승
| EVER 스타리그 2009 우승 |
| ----------------------- |
| 이영호 (두 번째 우승)   |

## 대회 결과
우승: 이영호, 준우승: 진영화, 준결승: 김윤환, 이영한

## 특이사항
- 스타리그 사상 최초로 5번째 타이틀 스폰서이다. (프로리그 포함 6번째 타이틀 스폰서)
- 16강에서 이제동 외 시드권자 (박명수, 정명훈, 문성진) 모두 탈락
- 우승자 징크스 발생 (전 시즌 우승자 이제동 8강 2패 탈락)
- 다음 스타리그 2007에 사용된 ‘Hitchhiker’ 이후 9시즌만에 아이스 타일 맵 ‘El_Nino’ 등장.
- 공식 맵 4개 중 3개가 정글 타일로 제작되었다. (태풍의 눈, 단장의 능선 1.2, 투혼)
- 오프닝의 컨셉은 EVER 스타리그 2007에 대응하는 일러스트로 잡았다.
- 이영한이 한쪽 내부 이어폰을 빼고 경기를 해서 논란이 있었으나 승패에 영향이 없다는 결과가 나왔다. (36강 B조 2경기 2Set, 3Set)
- 36강 H조 매치1 (이성은 vs 김재훈) 1세트 경기는 스타리그 2000번째 경기로 치러졌다.
- 2001 SKY배 온게임넷 스타리그 이후 8년 만에 조추첨식 방식을 사용하였다.
  - 조 추첨 후 시드자가 각 조당 1명씩 바꿀 수 있다.
- 경기 전 선수 등장할 때 오른쪽 하단에 선수들의 서명이 나옴.
- 죽음의 조 성립 (C조:정명훈,김윤환,이영한,김정우 / D조:문성진,송병구,한상봉,이영호)
- P VS P전 통합 유닛 킬수: 4킬(박지호 VS 진영화 - 16강 A조 4경기)
  - 박지호 : 2킬
  - 진영화 : 2킬
- 준결승 진출자중 이영호와 이영한을 제외한 나머지 2명이 로열로더 후보이다.
- 준결승 진출자의 이름 영문 이니셜이 모두 YH이다 (이영호, 김윤환, 진영화, 이영한)
- 이영호가 박카스 스타리그 2008 이후 5시즌만에 결승에 진출하는 데 성공하였다.
- 이영호가 통산 6번째로 양대리그 결승에 진출하는 데 성공했다. (EVER 스타리그 2009 & 네이트 MSL 2009)
- 진영화가 변형태(CJ 엔투스) 이후 2년 만에 CJ 엔투스 출신으로 스타리그 결승 진출에 성공하였다.
- 역대 EVER스타리그 최초의 테란 대 프로토스 결승전.
- 준결승부터 치러진 5전 3선승제 경기에서는 모두 3:1의 스코어였다.
  - 결승전 : 2010년 1월 17일 - 올림픽공원 올림픽홀 (올림픽공원역 3번출구)(Gillette 스타리그 2004 이후 일요일에 열리는 결승전)
- 양대리그 사상 최초 승부조작 경기가 일어난 스타리그. (16강전 진영수 VS 박명수 ) - 진영수 가담
- 이영호 스폰서의 저주(스폰서에 관계된 팀이나 선수는 우승못한다는 징크스)를 무너뜨리고 우승하였다.
- 이영호 스타리그 2회 우승.
- 6시즌 만의 테란 우승.
- 결승전 초대가수:카라

## 사용 맵 정보
| 종족   | 태풍의 눈 | El_Nino | 단장의 능선 | 투혼 | 신 단장의 능선 |
| ------ | --------- | ------- | ----------- | ---- | -------------- |
| 인원   | 4         | 3       | 2           | 4    | 2              |
| P vs Z | 6:7       | 4:7     | 3:3         | 4:1  | 2:1            |
| Z vs T | 8:4       | 4:6     | 4:0         | 2:2  | 1:1            |
| T vs P | 3:6       | 7:4     | 1:5         | 1:0  | 1:0            |
| Z vs Z | 0번       | 2번     | 2번         | 2번  | 0번            |
| T vs T | 1번       | 1번     | 1번         | 0번  | 0번            |
| P vs P | 1번       | 0번     | 0번         | 0번  | 0번            |

### 오프닝 보기
- 36강 오프닝
- 2000번째 경기 오프닝
- 조지명식 오프닝
- 16강 티저 오프닝
- 16강 오프닝
- 결승전 오프닝

| 온게임넷 스타리그                              | 온게임넷 스타리그                            | 온게임넷 스타리그                                         |
| 이전 작품                                      | 작품명                                       | 다음 작품                                                 |
| ---------------------------------------------- | -------------------------------------------- | --------------------------------------------------------- |
| 박카스 스타리그 2009 (2009.05.06 ~ 2009.08.22) | EVER 스타리그 2009 (2009.10.14 ~ 2010.01.17) | 대한항공 스타리그 2010 Season 1 (2010.02.10 ~ 2010.05.22) |